# María del Mar Julios
María del Mar del Pino Julios Reyes, née le 28 septembre 1958 à Las Palmas de Gran Canaria,  est une femme politique espagnole membre de la Coalition canarienne (CC).

## Biographie

### Vie privée
María del Mar Julios nait à Las Palmas de Gran Canaria le 28 septembre 1958. Elle est mariée et mère d'une fille et un fils.

### Formation et carrière professionnelle
Elle est titulaire d'une licence en médecine et chirurgie ainsi que d'un master en santé publique et administration sanitaire obtenus à l'université nationale autonome du Mexique. Elle est spécialisée en recherche médicale par l'université de Valence puis elle décroche un master universitaire en économie de la Santé et gestion sanitaire à l'université de Las Palmas. Elle détient en outre un diplôme dans le domaine de la santé délivré par l'École nationale de Santé.
Elle exerce en tant que fonctionnaire de carrière au sein du corps des médecins de l'administration sanitaire du gouvernement des Canaries. Par ailleurs, elle a exercé les fonctions de directrice du complexe hospitalier de maternité de l'archipel.

### Carrière politique
Elle s'engage en politique lorsqu'elle est élue députée de la circonscription de Las Palmas à l'occasion des élections générales du 12 mars 2000. Lors des élections régionales de 2003, elle est élue députée au Parlement des Canaries puis nommée vice-présidente du gouvernement des Canaries et conseillère chargée de la Santé par Adán Martín. Réélue en 2007 et 2011, elle réintègre le gouvernement régional en tant que vice-présidente et conseillère à l'Industrie, à l'Énergie et à l'Emploi de 2010 à 2011.
Le 10 février 2015, elle est désignée sénatrice par le Parlement des Canaries en représentation des îles Canaries au Sénat. Elle remplace Miguel Zerolo, démissionnaire à cause des nombreuses affaires judiciaires ouvertes à son encontre. Réélue députée lors des élections régionales de 2015, elle est de nouveau désignée sénatrice par la chambre législative de la communauté autonome.